# Habitatge al carrer Sant Domènec, 7 (Cervera)
L'Habitatge al carrer Sant Domènec, 7 és una obra de Cervera (Segarra) protegida com a Bé Cultural d'Interès Local.

## Descripció
Edifici de planta quadrangular, amb façana al carrer Sant Domènec i a un carreró perpendicular. La seva morfologia s'adapta al pla inclinat que baixa fins a la plaça de Sant Domènec des del carrer de Santa Maria. La façana principal està dividida en tres cossos horitzontals i tres de verticals definits per l'eix de les obertures. La planta baixa està definida per la porta d'accés de llinda plana i amb els brancals definits per carreus ben escairats. A banda i banda i situades a un nivell elevat - a partir de la llinda de la porta-, s'obren dues finestres quadrangulars, mentre els dos pisos superiors estan compostos a nivell de façana per tres obertures amb balcons cadascun. Tota la façana -la principal i la lateral- presenta un parament arrebossat, amb l'excepció dels carreus ben treballats que es deixen veure situats a l'angle de l'edifici i als emmarcaments de la planta baixa i la noble. La coberta del cos davanter és d'un aiguavés i la del posterior, al final del carreró, és plana.